# Самович, Владимир Петрович
Владимир Петрович Самович (22 января 1928, Минск — 2009, Брест) — советский хозяйственный, государственный и политический деятель.

## Биография
В 1948 году поступил в Брестский педагогический институт. После окончания института работал первым секретарем Каменецкого, затем Ивацевичского райкомов ВЛКСМ, с 1952 года — секретарем, вторым секретарем Брестского обкома ЛКСМБ. С 1958 г. на партийной работе. Первый секретарь Брестского горкома КП Белоруссии (1971—1985), заведующий отделом Брестского обкома партии.
Кандидат исторических наук.
Депутат Верховного Совета БССР 7-10-го созывов, избран членом ЦК Коммунистической партии Беларуси, депутатом Брестского городского совета.
Делегат XXV и XXVI съездов КПСС.
Награждён орденами Ленина , Трудового Красного Знамени, двумя орденами «Знак Почета» и пятью медалями.
На доме, где жил В. П. Самович, установлена мемориальная доска.
Почетный гражданин города Бреста (1998).